# Richard Aman
Richard Charley Aman-Volkart (andere Namensschreibweise: Richard Charley Aman-Veillon; * 14. April 1914 in Zürich; † 5. Juli 1988 in Erlenbach, Kanton Zürich) war ein Schweizer Diplomat.

## Leben und Werk
Aman war zwischen dem 13. Juli 1944 und dem 31. Dezember 1945 juristischer Praktikant im Aussenministerium, dem Eidgenössischen Politischen Departement (heute Eidgenössisches Departement für auswärtige Angelegenheiten), und trat danach am 1. Januar 1946 als Gesandtschaftsattaché in der Politischen Direktion des Politischen Departements in den diplomatischen Dienst ein. Er war vom 10. Dezember 1946 bis zum 31. Dezember 1948 zunächst Gesandtschaftsattaché sowie im Anschluss zwischen dem 1. Januar 1949 und dem 15. April 1951 Gesandtschaftssekretär an der Gesandtschaft in Belgien. Danach wechselte er am 12. Mai 1951 als Gesandtschaftssekretär Zweiter Klasse an die Gesandtschaft in der Volksrepublik Polen und erhielt dort am 23. Dezember 1952 seine Beförderung zum Gesandtschaftssekretär Erster Klasse. Als solcher war er zwischen dem 13. Juli 1953 und Februar 1954 als Geschäftsträger ad interim zeitweilig kommissarischer Leiter der Gesandtschaft in Polen.

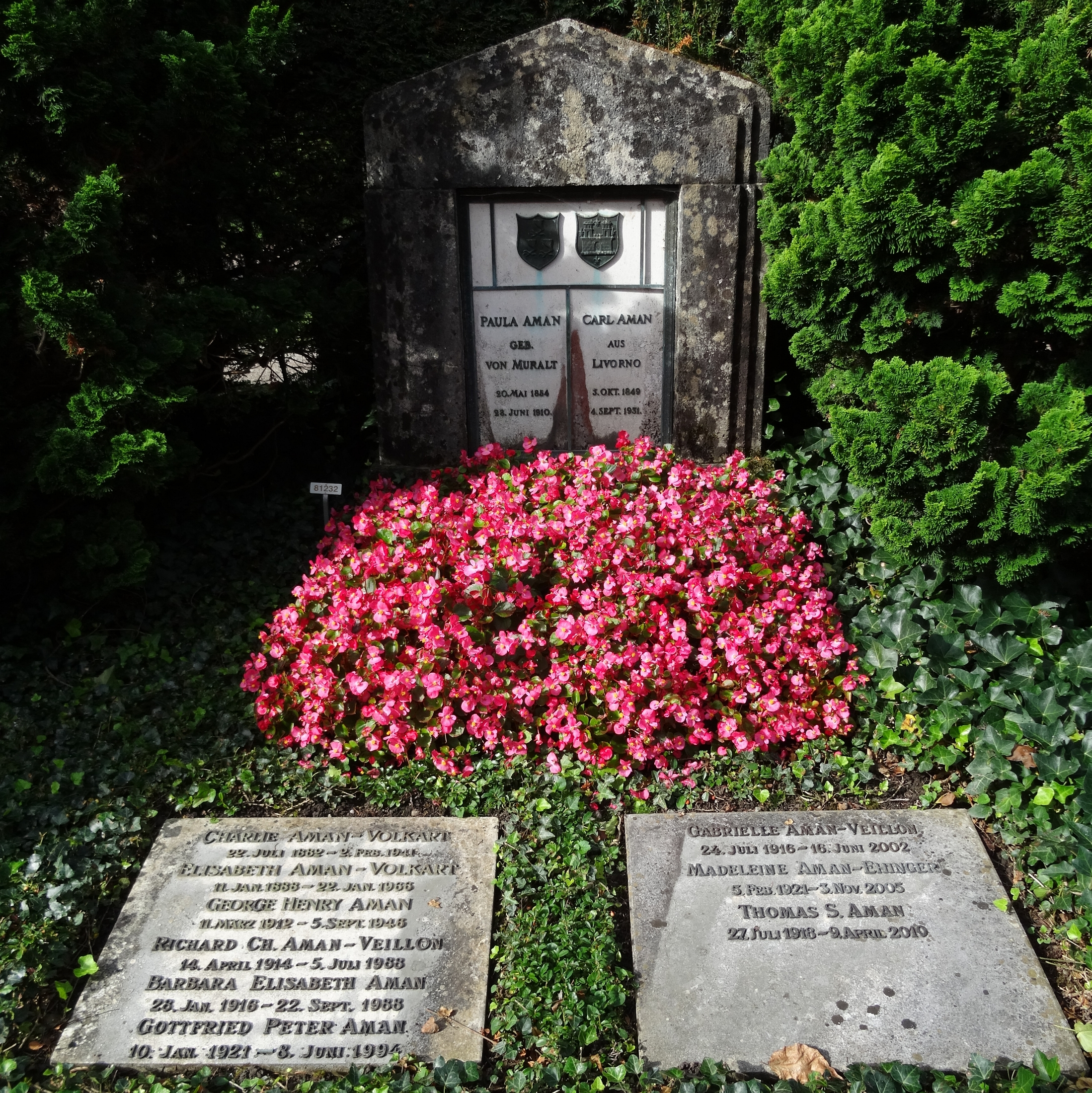
Grab, Friedhof Enzenbühl, Zürich

Im Anschluss war Aman vom 3. April 1954 bis zum 23. April 1956 Gesandtschaftssekretär an der Botschaft in Frankreich und erhielt am 26. Oktober 1956 seine Beförderung zum Legationsrat. Er war vom 24. November 1956 bis zum 28. Juli 1958 als Legationsrat an der Botschaft in Japan tätig und fungierte vom 29. August 1958 bis zum 10. Februar 1959 nach dem Koreakrieg als Leiter der Schweizer Delegation der Neutral Nations Supervisory Commission (NNSC) in Korea. Nach seiner Rückkehr war er vom 10. Februar 1959 bis zum 2. Januar 1963 als Legationsrat Chef des Protokolls im Politischen Departement und erhielt am 26. Juli 1960 den persönlichen Titel eines Gesandten.
Am 23. Januar 1963 löste Aman Walter Hofer als Botschafter in Thailand ab und verblieb auf diesem Posten bis zum 21. Dezember 1968, woraufhin Rudolf Hartmann sein dortiger Nachfolger wurde. Er war vom 22. Februar 1963 bis 1968 auch als Schweizer Vertreter in Malaysia akkreditiert. Am 31. Januar 1969 wurde er Nachfolger von Werner Fuchss als Botschafter in der Ungarischen Volksrepublik und übte dieses Amt bis zum 5. Juni 1973 aus. Sein dortiger Nachfolger wurde daraufhin René Stoudmann. Zuletzt löste er am 23. Juni 1973 Guy von Keller als Botschafter in Irland ab und bekleidete dieses Amt bis zu seinem Ausscheiden aus dem diplomatischen Dienst am 25. April 1978, woraufhin Etienne Serra sein Nachfolger wurde.
Richard Aman war mit Gabrielle (geb. 24. Juli 1916; gest. 16. Juni 2022), geborene Veillon verheiratet. Seine letzte Ruhestätte fand er auf dem Friedhof Enzenbühl in Zürich.

## Weblink
- Dokumente von und über Aman, Richard in der Datenbank Dodis der Diplomatischen Dokumente der Schweiz

| Personendaten    | Personendaten                                                                     |
| ---------------- | --------------------------------------------------------------------------------- |
| NAME             | Aman, Richard                                                                     |
| ALTERNATIVNAMEN  | Aman-Volkart, Richard Charley (vollständiger Name); Aman-Veillon, Richard Charley |
| KURZBESCHREIBUNG | Schweizer Diplomat                                                                |
| GEBURTSDATUM     | 14. April 1914                                                                    |
| GEBURTSORT       | Zürich                                                                            |
| STERBEDATUM      | 5. Juli 1988                                                                      |
| STERBEORT        | Erlenbach, Kanton Zürich                                                          |